# Tomasz Konstanty Ossoliński
Tomasz Konstanty Ossoliński herbu Topór (1716–1782) – kanonik krakowski (1730), starosta nurski (1739), miecznik podlaski (1778), łowczy podlaski (1783), cześnik drohiczyński (1785). 

## Życiorys
Był posłem z ziemi nurskiej na sejm 1752 roku.  Konsyliarz konfederacji Czartoryskich w 1764 roku, poseł na sejm konwokacyjny (1764) z ziemi nurskiej. 
Był współfundatorem barokowego kościoła w Ciechanowcu ukończonego w 1739 roku oraz jego wyposażenia. Tam też został pochowany.